# جنيفر فولر
جنيفر فولر (بالإنجليزية: Jennifer Fowler)‏ هي ملحنة أسترالية، ولدت في 14 أبريل 1939.